# مصطفی بصاص
مصطفی بصاص (عربی: مصطفى مهدي بصاص؛ زاده ۲ ژوئن ۱۹۹۳) یک بازیکن فوتبال اهل عربستان سعودی است.
وی همچنین در تیم ملی فوتبال عربستان سعودی، بازی کرده‌است.